# Демиевка
Демиевка (Демеевка, Нижняя Лыбедь,  Верхнелыбедская слободка, Верхнелыбедское подворье, Сталинка; укр. Деміївка, Сталінка, Верхньолибідська слобідка, Верхньолибідське подвір'я) — историческая местность на территории Голосеевского района города Киева.
Расположена вдоль проспектов Голосеевского (до Голосеевской площади), Валерия Лобановского (до улицы Художественной), Науки (до улицы Малокитаевской) и первоначальной части улицы Васильковской.

## Происхождение названия
Вопрос о происхождении названия данной местности окончательно не решён. То ли оно связано с неким Демиевым, пребывавшим в судьбоносных отношениях с этой местностью, то ли происходит от глагола «дмить» («демить»), то есть «вдувать, надувать, раздувать, дуть». В пользу последней версии, в частности, свидетельствует то, что именно посредством выдувания на здешнем заводе художественного стекла (основан в 1882 году) изготавливали хрустальные сосуды и прочие изделия.
В дореволюционных газетах и картах по-русски писалось Деміевка, в советских — Демиевка (Демиевская улица, банно-оздоровительный комплекс «Демиевский»). В энциклопедическом справочнике «Киев» также зафиксировано название Демиевка. Однако в СМИ и в обиходе часто используется вариант Демеевка.

## История

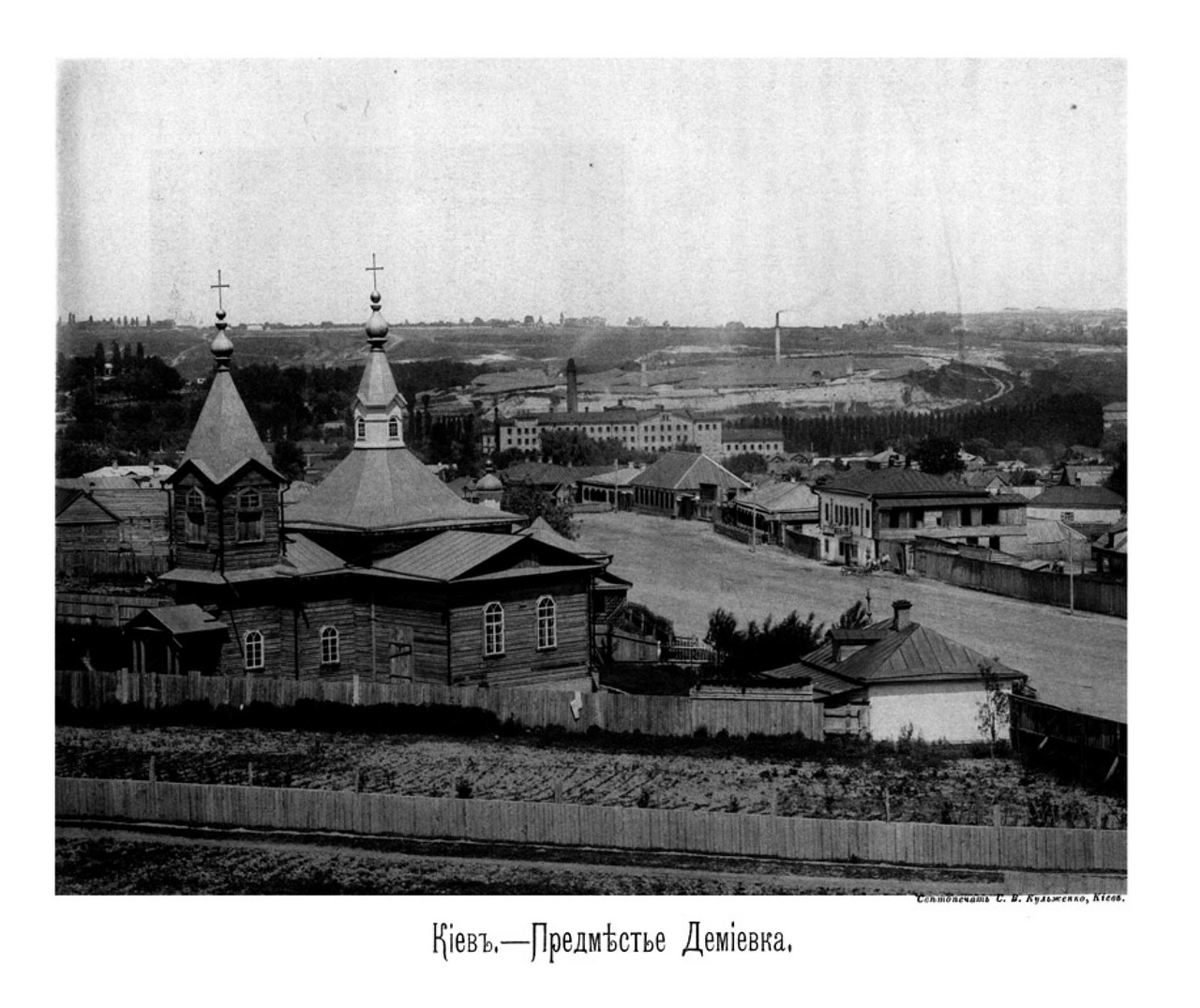
Демиевка. Фото 1888 года.

Начала формироваться в XVIII веке как группа поселений в долине Лыбеди, на пересечении её с дорогой на Васильков. Со второй половины XIX века упоминается как село Хотовской волости Киевского уезда. В связи со строительством железной дороги Киев — Курск — Москва и ряда промышленных предприятий (в основном сахарорафинадных заводов) Демиевка интенсивно застраивалась и стала рабочим районом.
В 1908 году киевский предприниматель Давид Марголин открыл на Демиевке частную трамвайную линию, которая пролегала примерно от Красноармейского переулка до Голосеевской площади. Марголин имел роскошно оборудованный вагон для личных поездок. Эта линия вошла в городскую сеть в 1926 году.
В сентябре 1918 года Демиевка была присоединена к Киеву. В 1930—1950-е годы называлась Сталинка (в честь И. В. Сталина, этот топоним официально применялся почти до начала 1960-х годов, а неофициально — до 1980-х годов). Большая часть старой застройки была снесена в 1970-е годы.
Центр Демиевки — Демиевская площадь, где расположен Центральный автовокзал г. Киева, а рядом с этой площадью — библиотека им. В. И. Вернадского. В 1985 году на площади установлен памятник воинам-автомобилистам в виде грузовика ЗИС-5 на постаменте (архитекторы Николай Кислый, Сергей Новгородский). Также на площади находится станция метро «Демиевская».

## Архитектурное наследие
Хотя в 1970-е годы подавляющее большинство старой застройки было снесено, часть старинных построек сохранилась. В частности, около Демиевской площади сохранились корпуса пивзавода Карла Шульца (в советское время — пивзавод № 1) конца XIX века, старинные заводские ворота завода «Киеврезина», корпуса бывшего Демиевского сахарорафинадного завода (ныне — кондитерская фабрика корпорации Roshen) последней трети XIX века. Также сохранилась часть одноэтажной частной застройки конца XIX — начала XX в.
Одним из самых известных и самых ценных сооружений старой Демиевки является церковь Вознесения (1882), в которой, в частности, в 1907 году венчалась Леся Украинка с Климентом Квиткой.